# Françoise Sagan
Françoise Sagan (eredeti neve: Françoise Quoirez) (Cajarc, 1935. június 21. – Honfleur, 2004. szeptember 24.) francia regény- és drámaíró.

## Élete
Françoise Sagan 1935. június 21-én született Cajarcban Pierre Quoirez és Marie Laubard gyermekeként. Gyermekkorát Párizsban élte le. 1951-ben a Sorbonne hallgatója lett, de nem fejezte be a tanulmányait. Tizenkilenc éves korában vált világhírűvé a Bonjour tristesse (1954), (magyarul: Jó reggelt, búbánat, 1957) című regényével, ami az 1950-es évek francia fiatalságának életérzését tükrözi. Később is Franciaország egyik legsikeresebb írója volt, bár újabb művei nem emelkednek túl a szokványos könyvsikerek színvonalán.
1955-ben New York-ba utazott, ahol megismerkedett Truman Capote-vel, Carson McCullers-szel és Tennessee Williams-szel. Két évvel később autóbalesetet szenvedett.
1983-tól a Gallimard kiadó irodalmi tanácsadója volt.

## Magánélete
1958-1960 között Guy Schoeller-rel élt együtt. 1962-1963 között Bob Westhoff volt a férje. Egy fia született; Denis (1963). Férfipartnerei mellett több tartós leszbikus kapcsolata is volt, többek között Peggy Roche stylisttal és Annick Geille-lel, a francia Playboy szerkesztőnőjével.

## Művei

### Regények
- Bonjour tristesse (1954, magyarul: Jó reggelt, búbánat; 1957)
- Un certain sourire (1956)
- Dans un mois, dans un an (1957, magyarul: Egy hét, egy év, 1996)
- Aimez-vous Brahms? (1959, magyarul: Szereti Brahmsot? 1987)
- Les merveilleux nuages (1961)
- Toxiques (napló, 1964)
- La chamade (1965, magyarul: Szívdobbanás)
- Le garde du cœur (1968, magyarul: Szerelem életre-halálra, 1997)
- Un peu de soleil dans l'eau froide (1969, magyarul: Egy kis napfény a hideg vízben, 1997)
- Des bleus à l'âme (önéletrajz, 1972, magyarul: A lélek kékfoltjai)
- Il est des parfums (Guillaume Hanoteau-val, 1973)
- Un profil perdu (1974)
- Réponses (önéletrajz, 1975)
- Le lit défait (1977)
- Le chien couchant (1980, magyarul: Kushadó kutya, 1985)
- La femme fardée, Musique de scéne (elbeszélések, 1981)
- Un orage immobile (1983)
- Avec mon meilleur souvenir (önéletrajz, 1984, magyarul: Örök emlékül, 1986)
- De guerre lasse (1985)
- Un sang d'aquarelle (1987, magyarul: A kívülálló, 1999)
- Dear Sarah Bernhardt (1988)
- La laisse (1989, magyarul: Pórázon, 1990, illetve Halálos dallam, 1997)
- Les faux-fuyants (1991, magyarul: Rejtekutak, 1996)
- ...et toute ma sympathie (1993)
- Un chagrin de passage (1994, magyarul: Múló bánat, 1998)
- Le miroir égaré (1996, magyarul: Tükörkép, 1998)
- Derrière l'épaule (1998)

### Drámák
- Château en Suéde (1959, magyarul: Svédországi kastély)
- Les violons parfois... (1961)
- La Robe mauve de Valentine (1963, magyarul: Valentine mályvaszínű ruhája)
- Bonheur, impair et passe (1964)
- Le cheval évanoui (1966)
- L'écharde (1966)
- Un piano dans l'herbe (1970)
- Zaphorie (1973)
- Pol Vandromme (1978)
- Il fait beau jour et nuit (1978)
- L'excés contraire (1987)

### Elbeszélések
- Des yeux de soie

## Magyarul
- Kopogtat a bánat. Regény; ford. Kossa János; Testvériség-Egység, Noviszád, 1956
- Jóreggelt, búbánat; ford. Boldizsár Iván, bev. Bajomi Lázár Endre; Európa, Bp., 1957
- Kushadó kutya. Regény; ford. Orbán Ferenc; Árkádia, Bp., 1985
- Örök emlékül; ford. Papp Éva; Magvető, Bp., 1986 (Rakéta Regénytár)
- Jó reggelt, búbánat!; ford. Boldizsár Iván, Szabolcs Katalin; Európa, Bp., 1987 (Femina)
- Pórázon; ford. Szántó Judit; ÁKV-Budapest, Bp., 1991
  - (Halálos dallam címen is)
- Egy hét, egy év; ford. Gábor Zsuzsa; Fiesta–Saxum, Bp., 1996
- Rejtekutak; ford. Bognár Róbert, Bognár Zsuzsa; Magvető, Bp., 1996
- Halálos dallam. Regény; ford. Szántó Judit; Fiesta–Saxum, Bp., 1997 (Szélrózsa könyvek)
  - (Pórázon címen is)
- Szerelem életre-halálra / Szenvedélyek játéka. Két kisregény; ford. Gábor Zsuzsa; Fiesta–Saxum, Bp., 1997 (Szélrózsa könyvek)
- Egy kis napfény a hideg vízben / Enyhe kis mosoly. Két kisregény; ford. Gábor Zsuzsa, Kolozsvári Grandpierre Emil; Fiesta–Saxum, Bp., 1997 (Szélrózsa könyvek)
- Múló bánat. Regény; ford. Balla Katalin; Fiesta–Saxum, Bp., 1998 (Szélrózsa könyvek)
- Tükörkép. Regény; ford. Gábor Zsuzsa; Fiesta–Saxum, Bp., 1998 (Szélrózsa könyvek)
- Szereti Brahmsot? Regény; ford. Szabolcs Katalin; Fiesta–Saxum, Bp., 1999 (Szélrózsa könyvek)
- A kívülálló. Regény; ford. Gábor Zsuzsa, Balla Katalin; Fiesta–Saxum, Bp., 1999 (Szélrózsa könyvek)

## Díjai
- A kritikusok díja (1954)
- A monacói herceg díja (1985)